# Teoria degli orbitali molecolari
In chimica la teoria degli orbitali molecolari è una teoria che permette di determinare la struttura di una molecola non assegnando più gli elettroni a legami chimici tra i singoli atomi, ma trattandoli come cariche che si muovono sotto l'influenza dei nuclei all'interno dell'intera molecola, cioè assegnandoli ad orbitali molecolari. Mentre gli orbitali atomici contengono elettroni ascrivibili ad un singolo atomo, gli orbitali molecolari che contornano un numero di atomi nella molecola, contengono gli elettroni di valenza.
La teoria fu elaborata a partire dal secondo decennio del XX secolo per interpretare il legame chimico in modo più moderno e accurato della teoria del legame di valenza. La nuova proposta innovò le concezioni sul legame molecolare approssimando le posizioni degli elettroni di legame (cioè gli orbitali molecolari) come combinazione lineare di orbitali atomici (LCAO), applicando la teoria del funzionale della densità elettronica (DFT) e il metodo di Hartree-Fock (HF) all'equazione di Schrödinger.

## Storia
La teoria degli orbitali molecolari fu sviluppata negli anni seguenti all'affermazione della teoria del legame di valenza (1927), principalmente grazie agli studi di Friedrich Hund, Robert Mulliken, John C. Slater e John Lennard-Jones. Inizialmente veniva citata anche teoria di Hund-Mulliken.
Il concetto di orbitale fu introdotto da Mulliken nel 1932, e già a partire dal 1933 la teoria degli orbitali molecolari era stata ampiamente accettata.
Secondo il chimico-fisico tedesco Erich Hückel, la prima applicazione quantitativa della teoria si trova in un lavoro di Lennard-Jones del 1927. Il primo calcolo accurato della funzione d'onda di un orbitale molecolare fu fatto da Charles Coulson nel 1938 sulla molecola dell'idrogeno.

## Descrizione
Il punto di partenza di questa teoria è di considerare, a differenza di quella del legame di valenza, che al legame tra atomi non concorrano solo gli elettroni di valenza, ma in generale tutti gli elettroni degli atomi costituenti la molecola. Nella molecola così concepita non esistono più gli elettroni che appartengono ai singoli atomi, ma essi sono tutti ridistribuiti nella molecola su nuovi livelli energetici, denominati orbitali molecolari. Gli orbitali molecolari sono centrati attorno a tutti i nuclei di una molecola.
Lo studio dei loro livelli energetici e del modo in cui si dispongono in essi gli elettroni permette di conoscere la stabilità della molecola considerata. Traducendo in termini matematici questa affermazione, e cioè applicando l'equazione di Schrödinger ad una molecola, vale a dire ad un sistema formato da un insieme di elettroni appartenenti indifferentemente a due o più nuclei di atomi uguali o diversi, è possibile descrivere, tramite le soluzioni di questa equazione, sia l'energia sia la forma geometrica della molecola. Mentre gli orbitali atomici sono funzioni matematiche che descrivono il comportamento di un elettrone in un atomo, gli orbitali molecolari sono funzioni matematiche che descrivono il comportamento di un elettrone in una molecola.
Un orbitale è una soluzione dell'equazione di Schrödinger che permette di individuare le zone di spazio in cui è possibile trovare l'elettrone con il massimo di probabilità. La probabilità di trovare un elettrone in un generico punto dello spazio (x,y,z) è direttamente legata al quadrato del valore che la funzione d'onda assume nel punto (x,y,z). Tramite il metodo L.C.A.O. (Linear combination of atomic orbitals) si possono combinare linearmente le autofunzioni d'onda associate ai legami presenti nella molecola per ottenere un orbitale molecolare.
I calcoli dimostrano che la combinazione lineare di due funzioni fornisce due combinazioni relative a due orbitali molecolari: un orbitale di legame, derivante dalla sovrapposizione "in fase" delle funzioni d'onda (Ψ1 + Ψ2 + ... + Ψn) caratterizzato da una certa stabilità (notare che la sovrapposizione in fase rafforza la probabilità di trovare l'elettrone nel dominio delle funzioni d'onda) e da un orbitale di antilegame meno stabile del precedente, dovuto alla sovrapposizione fuori fase delle due funzioni d'onda. Esiste anche la possibilità di ottenere un orbitale non legante, caratterizzato dal fatto di non influenzare sostanzialmente la stabilità di una molecola, ed avente, nel caso di una generica molecola A--B un carattere che può essere puramente di A o puramente di B.

### Combinazione lineare di orbitali atomici
La funzione d'onda totale degli elettroni, {\displaystyle \psi }, è quindi scritta come combinazione lineare:
{\displaystyle \psi _{j}=\sum _{i=1}^{n}c_{ij}\chi _{i}}
dove {\displaystyle \chi _{i}} sono gli orbitali atomici, e {\displaystyle c_{ij}} i coefficienti della sommatoria, ricavati risolvendo l'equazione di Schrödinger per {\displaystyle \psi _{j}} ed applicando il principio variazionale.
Le proprietà principali degli orbitali molecolari così definiti sono:
- Il numero degli orbitali molecolari è pari al numero di orbitali atomici della combinazione lineare, poiché gli stati stazionari non si creano né si distruggono.
- Se la molecola possiede simmetrie, gli orbitali atomici degeneri, caratterizzati dalla stessa energia, sono raggruppati in combinazioni lineari che appartengono alla rappresentazione del gruppo di simmetria.
- Il numero di orbitali molecolari appartenenti alla rappresentazione di un gruppo è pari al numero di orbitali atomici appartenenti a tale rappresentazione.
- All'interno di una particolare rappresentazione, gli orbitali atomici si mischiano maggiormente tanto più i loro livelli di energia atomici sono vicini.

In generale l'equazione di Schrödinger è:
{\displaystyle {\hat {H}}\psi =\varepsilon \psi }
con {\displaystyle {\hat {H}}} operatore hamiltoniano e {\displaystyle \varepsilon } l'energia del sistema. Eseguendo il prodotto scalare si ottiene
{\displaystyle \varepsilon ={\frac {\int {\bar {\psi }}{\hat {H}}\psi d\tau }{\int {\bar {\psi }}\psi d\tau }}}
con {\displaystyle {\bar {\psi }}} funzione d'onda complessa coniugata di {\displaystyle \psi }.
Per una molecola biatomica omonucleare si può approssimare tale funzione d'onda ad una somma di due membri:
{\displaystyle \psi =C_{a}\psi _{a}+C_{b}\psi _{b}\ }
dove a e b sono i due atomi, per cui
{\displaystyle \varepsilon ={\frac {\int (C_{a}{\bar {\psi }}(a)+C_{b}{\bar {\psi }}(b)){\hat {H}}(C_{a}\psi (a)+C_{b}\psi (b))d\tau }{\int (C_{a}{\bar {\psi }}(a)+C_{b}{\bar {\psi }}(b))(C_{a}\psi (a)+C_{b}\psi (b))d\tau }}={\frac {\alpha C_{a}{^{2}}+\beta C_{a}C_{b}+\alpha C_{b}{^{2}}}{C_{a}{^{2}}+C_{b}{^{2}}+2sC_{a}C_{b}}}}
dove:
{\displaystyle \alpha =\int {\bar {\psi }}(a){\hat {H}}\psi (a)d\tau =\int {\bar {\psi }}(b){\hat {H}}\psi (b)d\tau }
detto integrale di Coulomb,
{\displaystyle \beta =\int {\bar {\psi }}(a){\hat {H}}\psi (b)d\tau =\int {\bar {\psi }}(b){\hat {H}}\psi (a)d\tau }
detto integrale di risonanza,
{\displaystyle s=\int {\bar {\psi }}(a)\psi (b)d\tau =\int {\bar {\psi }}(b)\psi (a)d\tau }
detto integrale di sovrapposizione, che assume valori compresi tra 0 e 1 in relazione al livello di sovrapposizione orbitalica.

Si ottiene, svolgendo i calcoli, che i due valori possibili dell'energia sono:
{\displaystyle \varepsilon _{1}={\frac {\alpha +\beta }{1+s}}}
{\displaystyle \varepsilon _{2}={\frac {\alpha -\beta }{1-s}}}
L'energia minore è associata all'orbitale legante, l'altra all'orbitale antilegante. Per due orbitali atomici di tipo s si ottiene un orbitale {\displaystyle \sigma } con {\displaystyle \beta <0} ed s positivo, per cui {\displaystyle \varepsilon _{1}} è minore di {\displaystyle \varepsilon _{2}} ed è quindi l'energia dell'orbitale legante. Tali {\displaystyle \varepsilon } sono funzioni della distanza internucleare, e solo la funzione dell'orbitale legante presenta un minimo di energia dell'elettrone.
La reazione chimica non dipende soltanto dallo spazio e dall'energia degli orbitali delle sostanze coinvolte, ma anche dalla distribuzione degli orbitali nella quantità di moto spaziale (in inglese: momentum space), insieme di tutte le quantità di moto vettoriali che il sistema fisico può assumere.